# علی‌اکبر موسوی موحدی
علی اکبر موسوی موحدی بنیان‌گذار زمینه بیوشیمی فیزیک در ایران و رئیس انجمن بیوشیمی فیزیک ایران می‌باشد. او عضو پیوسته فرهنگستان علوم می‌باشد.

## زندگی‌نامه
علی اکبر موسوی موحدی در سال ۱۳۳۱ در شیراز دیده به جهان گشود. تحصیلات متوسطه را در دبیرستان البرز تهران گذراند سپس در سال ۱۳۵۴ موفق به اخذ درجه کارشناسی در رشته شیمی از دانشگاه شهید بهشتی (دانشگاه ملی ایران)، کارشناسی ارشد شیمی با گرایش علوم زیستی از دانشگاه میشیگان شرقی آمریکا (۱۳۵۷) و دکترای تخصصی از دانشگاه منچستر انگلستان در رشته بیوشیمی فیزیک (۱۳۶۵) شد.
پس از اتمام دوره دکترا، در دانشگاه تهران مشغول به تدریس و تحقیق شد و مراتب علمی استادیاری (۱۳۷۱–۱۳۶۵)، دانشیاری (۱۳۷۵–۱۳۷۱) و استادی (۱۳۷۵) را پشت سرگذاشت. هم‌اکنون استاد ممتاز گروه بیوفیزیک در مرکز تحقیقات بیوشیمی و بیوفیزیک دانشگاه تهران است.

### عضویت در مجامع و گروه‌های علمی در ایران
- استاد ممتاز دانشگاه تهران[۳]
- عضو انجمن شیمی ایران
- عضو انجمن بیوشیمی ایران
- عضو و رئیس انجمن بیوشیمی‌فیزیک ایران[۴]
- رئیس قطب علمی بیوترمودینامیک کشور[۵]
- رئیس آزمایشگاه بیوشیمی فیزیک دانشگاه تهران.[۶]
- سردبیر نشریه رهیافت،[۷] فصلنامه سیاستگذاری علمی و پژوهشی، مرکز سیاست‌های علمی کشور (۱۳۸۹–۱۳۸۱)، سردبیر نشریه نشاء علم،[۸] نشریه سیاستگذاری و فرهنگ سازی علمی و پژوهشی، بنیاد پیشبرد علم و فناوری ایران، نشریه زیست فناوری پزشکی ابن سینا، نشریه بین المللی ماکرومولکول های بیولوژیکی ، انتشارات انجمن بیوشیمی فیزیک ایران
- عضو فرهنگستان علوم ایران[۹]
- عضو پیوسته فرهنگستان علوم جهان (تواس)[۱۰]
- عضو پیوسته فرهنگستان علوم جهان اسلام[۱۱]

### عضویت در مجامع علمی بین‌المللی
- عضو شورای راهبردی-علمی آسیا و اقیانوسیه ایکسو (۱۳۸۴–۱۳۹۰) و نماینده دانشگاه تهران در شورای بین‌الملل علم (ICSU)
- دبیرکل دبیرخانه پیشبرد علم و فناوری در جهان اسلام
- رئیس کرسی یونسکو در تحقیقات بین رشته‌ای در دیابت، دانشگاه تهران
- عضو انجمن بیوفیزیک آمریکا
- عضو انجمن پروتئین آمریکا
- عضو هیئت تحریریه نشریه انجمن شیمی ایران، انتشارات اشپیرینگر، نشریه بین المللی ماکرومولکول های بیولوژیکی، نشریه فرضیه پزشکی و ایده ها، انتشارات الزویر

## جوایز و افتخارات
- برگزیده جشنواره خوارزمی ۱۳۶۹[۱۲]
- استاد نمونه کشور، ۱۳۷۶
- چهره ماندگار، ۱۳۸۲
- محقق برجسته دانشگاه تهران و نشان درجه ۱ پژوهش، ۱۳۸۲
- برگزیده رتبه اول (گروه علوم پایه) جشنواره تحقیقاتی علوم پزشکی رازی ۱۳۸۴[۱۳]
- جایزه بین‌المللی الزویر – اسکوپوس، ۱۳۸۶
- برگزیده رتبه اول و محقق برجسته جشنواره علوم پزشکی ابن سینا۱۳۸۶
- پژوهشگر ممتاز کشور، ۱۳۸۸
- استاد ممتاز دانشگاه تهران ۱۳۸۹
- استاد و محقق برجسته بنیاد ملی نخبگان ۱۳۹۰
- پژوهشگر برگزیده ۱٪ استنادی در زمینه زیست‌شناسی و بیوشیمی براساس شاخص‌های اساسی علم(ESI)از سال۱۳۹۲ تا کنون
- استاد برجسته بین‌المللی دانشگاه تهران ۱۳۹۲
- جایزه کمیته دائمی همکاریهای علمی و فناوری سازمان کنفرانس اسلامی- کامستک(COMSTECH) جایزه دستاورد های مادام العمر در شیمی 2021[۱۴][۱۵]

## تالیفات به زبان فارسی
نویسنده صدها مقاله در حوزه بیوشیمی فیزیک و ساختار و عملکرد پروتئین‌ها در نشریات معتبر بین‌المللی و دارای هزاران استناد بین‌المللی، نویسنده ۱۷ کتاب به زبان فارسی، تعلیم و پرورش ده‌ها دانش‌آموخته دکتری و پسادکتری، نویسنده مقالات ترویج علم و سردبیر نشریه نشاء علم (نشریه عمومی سازی علم به زبان فارسی)،
1. بیوشیمی‌فیزیک، انتشارات دانشگاه تهران سال ۱۳۷۱ با مشارکت بهرام گلیائی[۱۸]
2. بیوشیمی‌فیزیک (ویرایش دوم با تغییرات اساسی)، انتشارات دانشگاه تهران، سال ۱۳۸۴ با مشارکت بهرام گلیائی و جمشیدخان چمنی
3. شیمی‌فیزیک ماکروملکول‌های حیاتی، انتشارات دانشگاه تهران سال ۱۳۷۴
4. سینتیک آنزیمی، انتشارات دانشگاه تهران سال ۱۳۷۵ با مشارکت علی‌اکبر صبوری
5. ترمودینامیک‌شیمیائی، انتشارات دانشگاه تهران سال ۱۳۷۶(چاپ دوم ۱۳۸۵) با مشارکت علی‌اکبر صبوری
6. بیوشیمی کامبوجا، انتشارات امیرکبیر سال ۱۳۷۸ با مشارکت رضا یوسفی، مهران حبیبی‌رضائی و علی‌اکبر موسوی موحدی
7. روش‌های بیوشیمی و بیوفیزیک، انتشارات دانشگاه تهران سال ۱۳۸۱ (چاپ دوم ۱۳۸۵) با مشارکت علی اکبر موسوی موحدی، علی اکبر صبوری، جمشید خان چمنی. این کتاب در مراسم معرفی ۸۰ گنج انتشارات دانشگاه تهران مورخ بیستم تیرماه سال ۱۳۹۴  به‌عنوان یکی از ۸۰ گنج معرفی شد و در کتاب گنج نامه دانشگاه تهران در صفحه ۹۴ معرفی شده‌است
8. بافر و کاربرد بیولوژیکی آن، انتشارات امیرکبیر سال ۱۳۸۱ با مشارکت رضا یوسفی، جمشید خان‌چمنی، شهراد اعتمادیان
9. ساختار پروتئین، انتشارات دانشگاه تهران سال ۱۳۸۳ با مشارکت جمشیدخان چمنی، حسین تقوی، سیدحسن مقدم‌نیا
10. بیوترمودینامیک، انتشارات دانشگاه تهران، سال۱۳۸۷ با مشارکت جمشیدخان چمنی
11. راهنمای نشریات بین‌المللی استنادی، انتشارات دانشگاه تهران، سال۱۳۸۷ با مشارکت علی اکبر صبوری و مهناز امینی
12. بنیادهای نخبه پرور ایران و جهان، انتشارات امیرکبیر سال ۱۳۸۷ با مشارکت ابوالفضل کیانی بختیاری
13. بیو شیمی مفهومی، انتشارات دانشگاه تهران، سال۱۳۸۸ با مشارکت رضا یوسفی، صدیقه هاشم‌نیا
14. دود سیگار: تازه‌های علمی در تعدیل آسیب‌های ناشی از آن ، انتشارات امیرکبیر سال ۱۳۸۸ با مشارکت سیده زهرا موسوی نژاد و رضا یوسفی
15. زیست شناختی قندها (گلیکوبیولوژی)، انتشارات دانشگاه تهران، سال۱۳۹۱ با مشارکت فریبا خدا قلی، نغمه ستار احمدی
16. شیمی و کاربرد پروتئین‌های شیر، انتشارات دانشگاه تهران، سال ۱۳۹۲ با مشارکت مریم سلامی، مریم مصلحی شاد، مرضیه دهقان شاسلطنه
17. کاربرد طیف‌سنجی فلورسانس در علوم زیستی، انتشارات دانشگاه تهران، سال ۱۳۹۴ با مشارکت جمشیدخان چمنی
18. شیمی ترکیبات و فراورده‌های فرا سودمند، انتشارات دانشگاه تهران، سال ۱۳۹۸ با مشارکت مریم مصالحی شاد، مریم سلامی
19. زنجبیل داروخانه طبیعی، انتشارات‌ دانشگاه تهران ، سال 1399 تالیف:فرشته تقوی، نجمه پورساسان، علی اکبر موسوی موحدی
20. کورکومین معجزۀ طبیعت (مادۀ مؤثرۀ زردچوبه)، انتشارات‌ دانشگاه تهران ، سال1400 تالیف: منصوره مظاهری، مهدیه رهبان،  علی اکبر موسوی موحدی
21. Edited by A. A. Moosavi-Movahedi  [۱۹]Book: Rationality and Scientific Lifestyle for Health, Springer 2021